# سینتل
سینتل (به انگلیسی: Sintel) یک فیلم کوتاه پویانمایی رایانه‌ای سه‌بعدی در ژانر فانتزی از آثار کانون بلندر که قسمتی از بنیاد بلندر است. همانند آثار قبلی این بنیاد شامل رؤیای فیل‌ها و بیگ باک بانی، این فیلم نیز توسط نرم‌افزار آزاد بلندر به درخواست و حمایت بنیاد بلندر ساخته شده‌است. سینتل به تهیه‌کنندگی تون روزن‌دال، رئیس هیئت مدیره بنیاد، کارگردانی کولین لوی است و فیلم‌نامه آن توسط استر وودا به رشته تحریر درآمده است. نام این فیلم از کلمه هلندی «سینتل» که به معنی زغال نیم سوخته یا اخگر برداشته شده که این مسئله توسط تون روزن‌دال تأیید شده: «سینتل یعنی یک تکه زغال سرخ، که قرمز و روشن است، بعد می‌سوزد و تبدیل به خاکستر می‌شود».
کار ساخت فیلم بیش از یک سال به طول انجامید و در مه ۲۰۰۹ شروع شده و به‌طور رسمی در ۲۷ سپتامبر ۲۰۱۰ در جشنواره فیلم هلند منتشر گردید. نسخه قابل دانلود آن نیز در ۳۰ سپتامبر ۲۰۱۰ برای همگان در دسترس قرار گرفت که از وبگاه رسمی آن قابل دریافت است.

## داستان
داستان حول محور دختری به نام سینتل است و به دنبال بچه اژدهای خود می‌گردد که او را اسکیلز صدا می‌کند. بازگویی داستان نشان می‌دهد سینتل او را بر روی بامی هنگامی که بال او زخمی شده بود پیدا می‌کند و به آن کمک کرده و از او مراقبت می‌کند. وقتی بال او بهبود یافته و آماده پرواز می‌شود، اسکیلز توسط یک اژدهای بزرگ ربوده می‌شود. سینتل برای نجات اژدهای خود تلاش کرده و به جستجوی او می‌پردازد و در این راه با حیوانات و دشمنان زیادی مقابله می‌کند. در انتها به غاری می‌رسد که محل زندگی یک اژدهای بزرگ و یک بچه اژدها است که او فکر می‌کند اسکیلز است. اژدهای بزرگ حضور او را احساس کرده و به سینتل حمله می‌کند، اما با بو کردن او در کشتنش تردید می‌کند. در همین هنگام سینتل ضربه‌ای وارد کرده و اژدها را می‌کشد و در آخر متوجه جای زخم بر روی بال اژدها می‌شود و در می‌یابد این اژدهای بزرگ همان اسکیلز بوده که بزرگ شده، و خوده او نیز با گذشت زمان در کمال ناباوری پا به سن گذاشته‌است، سینتل با قلبی شکسته غار را ترک کرده و به راه خود ادامه می‌دهد بدون آنکه متوجه شود بچه اژدهای دیگری او را تعقیب می‌کند.